# Caelatura tupi
Caelatura tupi is een slakkensoort uit de familie van de Barleeiidae. De wetenschappelijke naam van de soort is voor het eerst geldig gepubliceerd in 2007 door Santos & Absalão.